# Полет 864 на „ЕджиптЕър“
Полет 864 на „ЕджиптЕър“ е полет от летище „Рим-Фиумичино“, Рим, Италия, до международното летище „Токио“, Токио, Япония, през международното летище „Кайро“, Кайро, Египет, летище Сантакруз, Бомбай, Индия и международното летище „Дон Муанг“, Банкок, Тайланд, изпълняван от „ЕджиптЕър“. На 25 декември 1976 г. самолетът „Боинг 707-366C“, който изпълнява полета, се разбива в сграда на тъкачна фабрика в индустриалната зона на Банкок, разположена на два километра североизточно от края на писта 21L. Машината експлодира при удара и всички 52 души на борда загиват, плюс 19 на земята. По това време катастрофата е най-смъртоносното авиационно бедствие в Тайланд (сега е шестото).
Установено е, че причината за катастрофата е грешка на пилота. „ЕджиптЕър“ твърди, че контролната кула в Банкок предоставя неадекватна метеорологична информация на екипажа на полет 864. Екипажът също намалява вертикалната скорост на самолета и не следи правилно височината му.